# Кульнево (Малоярославецький район)
Кульнево (рос. Кульнево) — присілок в Малоярославецькому районі Калузької області Російської Федерації.
Населення становить 152 особи. Входить до складу муніципального утворення Селище Дєтчино.

## Історія
Від 2004 року входить до складу муніципального утворення Селище Дєтчино.

## Населення
| 2002 | 2010 |
| ---- | ---- |
| 160  | ↘152 |